# Жан Коломб
Жан Коломб (Jean Colombe; нар. 1430/1435, Бурж — пом. 1493, там само) — художник-мініатюрист, що продовжив слідом за братами Лімбургами роботу над «Розкішним часословом герцога Беррійського».

## Біографія
Син Філіпа Коломба і його дружини Гійєметт народився між 1430 і 1435 рр. Можливо, Жан Коломб був братом скульптора Мішеля Коломба. У 1463 році Коломб вчився в майстерні каліграфа Клемана Тібо. З 1467 року працював самостійно. У Бурже Коломб збудував для своєї родини будинок. Був одружений з жінкою на ім'я Колетт. Відомо, що у Жана Коломба були син Філібер і онук Франсуа, також майстри книжкової мініатюри. Помер Жан Коломб в Бурже у 1493 році.

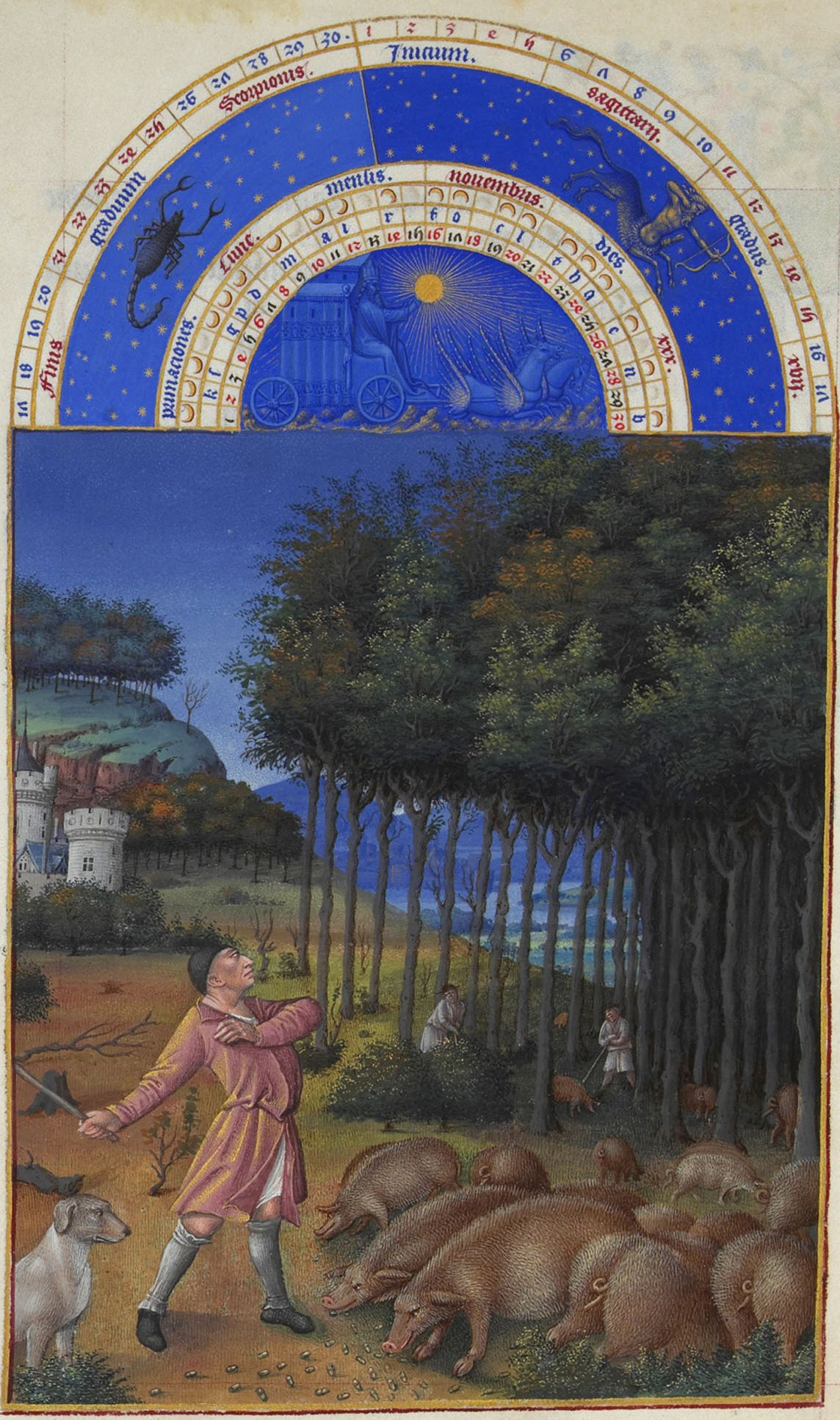
Мініатюра Жана Коломба: Листопад, «Розкішний часослов герцога Беррійського», Folio 11 verso

## Творчість
З 1470 року Жан Коломб був вже відомим майстром. Він виконував замовлення представників сімейств Лаваль, Гравіль, йому протегувала Шарлотта Савойська, дружина Людовика XI. Його головні роботи:
- «Часослов Луї де Лаваля» (нині в Національній бібліотеці Франції, Париж),
- «Історія Риму» для адмірала Луї Маля ле Гравіля (Romuleon, там само),
- Серія ілюстрацій для «Розкішного часослова герцога Беррійського», виконана на замовлення Карла I Савойського.

Герцог Савойський відзначав талант, оригінальність і умілість «свого улюбленого майстра Жана Коломба». З 1486 Коломб служив при дворі герцога як довірена особа і мініатюрист. Митець жив у Бурже, але згідно з документом, датованим 3 червня 1486, відвідав Турин.

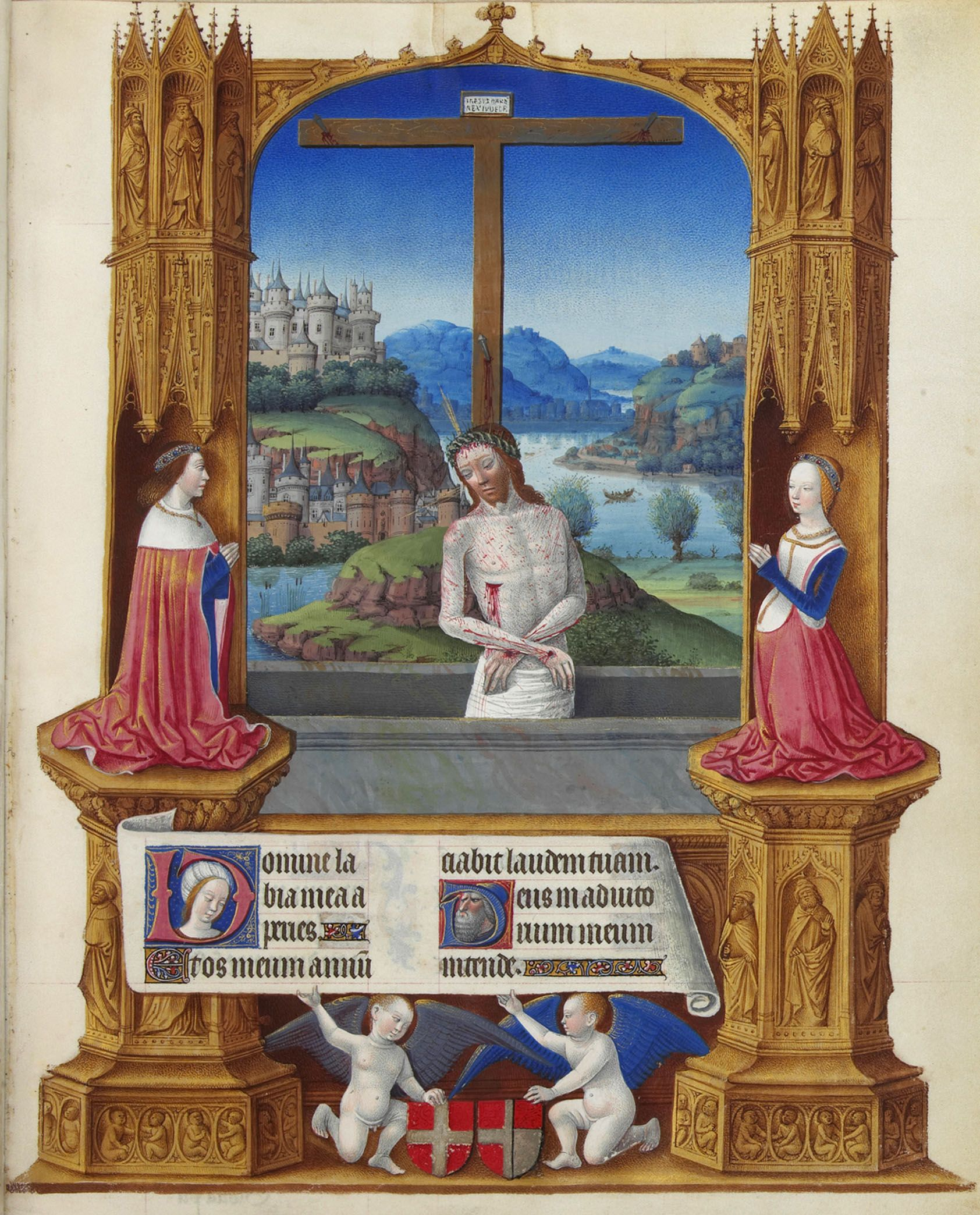
Мініатюра Жана Коломба: Христос Страстотерпець, «Розкішний часослов герцога Беррійського», Folio 75 recto

Ще герцог Омальський, який придбав «Розкішний часослов» у барона Фелікса де Маргеріта, зауважив стилістичні відмінності в його ілюстраціях. Цей факт пізніше відзначали дослідники часослова. Точно датувати ілюстрації Коломба допомогло зображення в обрамленні мініатюри з Ісусом Страстотерпцем уклінного подружжя. За подвійним гербом було визначено, що це Карл I Савойський і його дружина (з 1485) Бланш де Монферра. Карл Савойський помер у 1490 році, тому створення другої групи мініатюр часослова віднесли до періоду 1485–1490 рр. Ім'я художника не було відоме, але дослідники звернули увагу на схожість цих мініатюр з мініатюрами «Ілюстрованого Апокаліпсису», що зберігається в Ескоріалі. Апокаліпсис виконав у 1482 році для Карла Савойського Жан Коломб. Згідно запису у видаткових книгах герцогів Савойських від 31 серпня 1485 Жан Коломб отримав 25 золотих талерів за ілюстрації «певних канонічних годин» — дослідники не сумнівалися, що мова йшла про «Розкішний часослов». Так було встановлено ім'я художника, який продовжив роботу братів Лімбургів.
Неповторна своєрідність творчої манери братів Лімбургів, особлива витонченість і рафінованість їх мистецтва, що є вершиною інтернаціональної готики, виключали будь-яке наслідування. Жан Коломб продовжив роботу в своїй власній манері, що відповідала естетиці нової епохи. Припускають, що Коломб зазнав сильного впливу одного з найвидатніших мініатюристів того часу — Жана Фуке. Обличчя персонажів на мініатюрах часослова, що вийшли з майстерні Коломба, виконані в більш суворому стилі. Великі ілюстрації обрамлені багато декорованими архітектурними мотивами. Дія розгортається на тлі вражаючих пейзажів з далекими планами, що тануть в блакитному серпанку.